# Courmangoux
Courmangoux település Franciaországban, Ain megyében. Lakosainak száma 513 fő (2022. január 1.). Courmangoux Saint-Étienne-du-Bois, Salavre, Verjon, Villemotier, Val-Revermont és Val Suran községekkel határos.

## Népesség
A település népességének változása:
| Lakosok száma | 354  | 310  | 327  | 461  | 507  | 504  | 507  | 508  | 506  | 513  |
|               | 1968 | 1982 | 1990 | 2006 | 2013 | 2015 | 2017 | 2019 | 2020 | 2022 |